# HD 77601
HD 77601，又名BD+49 1801，SAO 42682、HR 3603，是一颗恒星，视星等为5.95，位于銀經170.76，銀緯41.83，其B1900.0坐标为赤經8h 58m 30.1s，赤緯+48° 41.83′ 40″。